# Château de Ménessaire
Le château de Ménessaire est un château du XIIe siècle, reconstruit au XVIIe siècle, de style Renaissance italienne, au cœur du parc naturel régional du Morvan, avec ses toits en tuile vernissée de Bourgogne. Il se situe dans l'enclave de Ménessaire en Côte-d'Or en Bourgogne et est inscrit aux Monument historique depuis le 19 décembre 1973.

## Historique

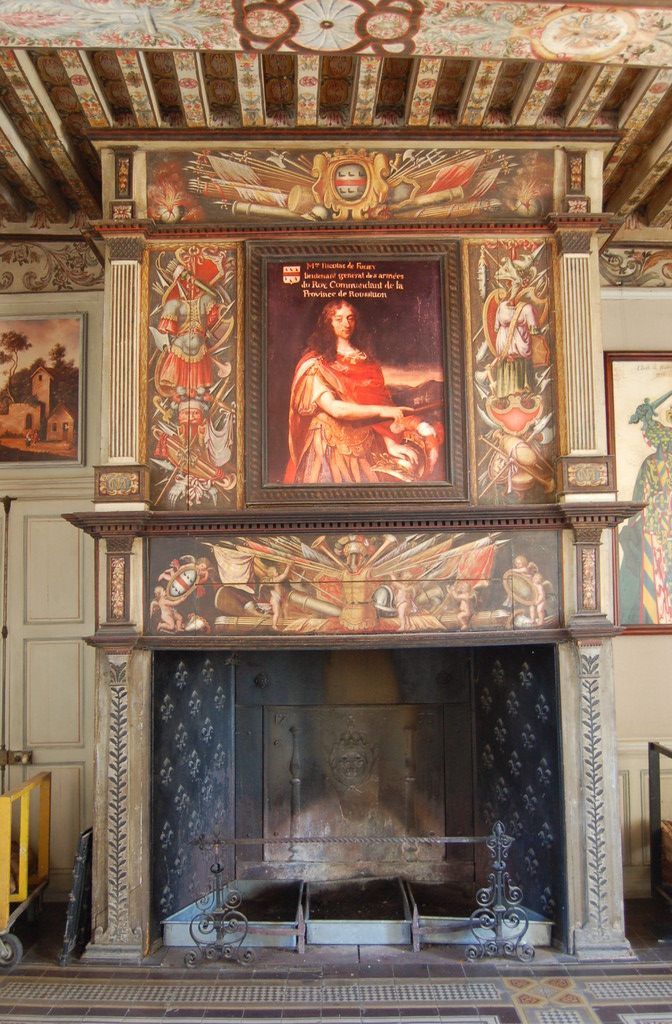
Cheminée et chenets dans une salle du château

Un plafond peint du XVIIe siècle a été inscrit par arrêté du 30 avril 1999.

## Description
Le château est à ce jour entièrement restauré et privé et propose des chambres d'hôtes et gîtes de France.